# Christian Goldbach
Christian Goldbach (n. 18 martie 1690 - d. 20 noiembrie 1764) a fost un matematician german.
A mai studiat și Dreptul, dar cea mai mare realizare a sa, pentru care a rămas în istoria matematicii, o constituie ceea ce astăzi se numește conjectura lui Goldbach.
În 1725 a plecat în Rusia, unde a devenit membru al Academiei Ruse de Științe.
În perioada 1726 - 1740 a îndeplinit funcția de secretar al Academiei.
În 1742 a devenit funcționar superior în Ministerul Afacerilor Externe, cu care ocazie s-a mutat definitiv la Moscova.
Din 1729 și până la data morții, a corespondat cu Euler.

## Activitate științifică
În domeniul teoriei numerelor, a mai studiat chestiuni legate de puterile numerelor perfecte, demonstrând câteva teoreme, cum ar fi cea numită azi teorema Goldbach-Euler.
De asemenea, Goldbach a mai adus câteva contribuții în domeniul analizei matematice.
Problema care îi poartă numele (conjectura lui Goldbach) a expus-o într-o scrisoare din 1742 către Euler.
Demonstrarea acestei teoreme s-a dovedit a fi dificilă; de aceasta ocupându-se două secole mai târziu: Ivan Vinogradov, Nikolai Ciudakov, Johannes van der Corput, Theodor Estermann.
Goldbach a mai abordat problema transformării seriilor divergente în convergente și serii infinite, a stabilit metode de rezolvare a ecuațiilor diferențiale etc.
În 1950 și matematicianul român Dimitrie Pompeiu a scris ceva despre ipoteza lui Goldbach.

## Scrieri
- 1728: Comentarii Academiae Scientiarum Petropolitanae;
- Metodus integrandi aequationum differentialem;
- 1729: De transformatione serierum;
- 1732: De terminis generalibus serierum.